# Macedonia del Nord al Turkvision Song Contest
La Macedonia ha partecipato a tutte le edizioni del Turkvision Song Contest a partire dal debutto del concorso nel 2013. La rete che cura le varie partecipazioni è la Piramida Television. 

## Partecipazioni
- Primo posto
- Secondo posto
- Terzo posto
- Ultimo posto

| Anno | Artista       | Canzone             | Posizione | Punti | Note  |
| ---- | ------------- | ------------------- | --------- | ----- | ----- |
| 2013 | Ikay Yusuf    | "Düşlerde Yaşamak"  | -         | -     | [ 1 ] |
| 2014 | Kaan Mazhar   | "Yolumu Bulurum"    | 14        | 166   |       |
| 2015 | Kaan Mazhar   | "Böyle Olmamaliydi" | 4         | 165   |       |
| 2020 | Cengiz Sipahi | Kal yanimda         | 20        | 171   |       |